# Ivan Doig
Ivan Doig (White Sulphur Springs, 27 giugno 1939 – Seattle, 9 aprile 2015) è stato uno scrittore statunitense.

## Biografia
Nato il 27 giugno 1939 a White Sulphur Springs, figlio unico di Berneta Ringer Doig e Charlie Doig, dopo la morte della madre è stato cresciuto dal padre e dalla nonna Bessie Ringer vicino alle Montagne Rocciose, futura ambientazione di molti suoi romanzi. 
Dopo essersi laureato nel 1957 al Valier High School, si è iscritto alla Northwestern University dove ha conseguito un B.A. nel 1961 e un M.A. in giornalismo l'anno successivo prima di completare gli studi all'Università del Washington (dottorato di ricerca in storia nel 1969).
Sposatosi con l'insegnante Carol Dean Muller il 17 aprile 1965, prima di dedicarsi alla scrittura ha lavorato come giornalista per il Rotary International e professore d'inglese all'Università del Washington.
Nel 1979 ha esordito con il libro di memorie This House of Sky e successivamente ha pubblicato numerosi romanzi ascrivibili al genere western ambientati nella fittizia Two Medicine Country.
È morto a Seattle il 9 aprile 2015 dopo una lunga malattia.

## Opere

### Romanzi
- The Sea Runners (1982)
- English Creek (1984)
- Dancing at the Rascal Fair (1987)
- Ride with Me, Mariah Montana (1990)
- Bucking the Sun (1996)
- Mountain Time (1999)
- Prairie Nocturne (2003)
- La stagione fischiettante (The Whistling Season, 2006), Roma, Nutrimenti, 2022 traduzione di Nicola Manuppelli ISBN 978-88-6594-890-3.
- The Eleventh Man (2008)
- Work Song  (2010)
- Il racconto del barista (The Bartender's Tale, 2012), Roma, Nutrimenti, 2018 traduzione di Nicola Manuppelli ISBN 978-88-6594-606-0.
- Sweet Thunder (2013)
- L'ultima corriera per la saggezza (Last Bus to Wisdom, 2015), Roma, Nutrimenti, 2020 traduzione di Nicola Manuppelli e Pasquale Panella ISBN 978-88-6594-740-1.

### Saggi
- News: A Consumer's Guide (1972)
- This House of Sky: Landscapes of a Western Mind (1978)
- Winter Brothers: A Season at the Edge of America (1980)
- Heart Earth (1993)

## Premi e riconoscimenti
National Book Award per la saggistica
- 1979 finalista nella categoria "Pensiero contemporaneo" con This House of Sky: Landscapes of a Western Mind [8]

Premio Alex
- 2007 vincitore con La stagione fischiettante[9]

Wallace Stegner Award
- 2007 alla carriera[10]